# Alessandra Todde
Alessandra Todde (Nuoro, 6 febbraio 1969) è una politica italiana, dal 20 marzo 2024 presidente della regione autonoma Sardegna.
È stata sottosegretaria di Stato al ministero dello sviluppo economico dal 16 settembre 2019 al 13 febbraio 2021 nel governo Conte II, viceministro al ministero dello sviluppo economico dal 1º marzo 2021 al 22 ottobre 2022 nel governo Draghi, vicepresidente del Movimento 5 Stelle dal 21 ottobre 2021 all'11 dicembre 2023 e deputata alla Camera dal 13 ottobre 2022 al 9 aprile 2024.

## Biografia
Nata il 6 febbraio 1969 a Nuoro, in Sardegna, figlia di un insegnante di matematica e fisica, si è laureata in scienze dell'informazione e successivamente in informatica presso l'Università di Pisa. Ha vissuto per diversi anni all'estero, negli Stati Uniti, in Spagna, Inghilterra, Francia e Paesi Bassi, dove si è occupata di tecnologia, energia, finanza ed evoluzione digitale, per poi rientrare stabilmente in Italia nel 2018.
È un'imprenditrice e una manager, fondatrice e CEO di Energeya, acquisita da FIS Global (precedentemente Sungard) nel 2015; ha ricoperto il ruolo di Senior Advisor Energy Markets in FIS Global, Sales Director South & Eastern Europe in Sungard e Client Relationship Manager Sud Europa in Nexant (precedentemente Excelergy).
A dicembre 2014 è stata premiata dalla delegazione sarda di AIDDA (Associazione Imprenditrici e Donne Dirigenti di Azienda) come imprenditrice dell’anno.
È stata amministratrice delegata di Olidata dal 13 luglio 2018 al 19 aprile 2019, quando si è dimessa per candidarsi alle elezioni europee del 2019 come capolista del Movimento 5 Stelle, senza tuttavia essere eletta.
A dicembre 2018 è stata nominata tra le Inspiring Fifty italiane, riconoscimento alle 50 donne italiane considerate più influenti nel mondo della tecnologia.

## Attività politica

### Candidatura al Parlamento europeo
Alle elezioni europee del 2019 si candida al Parlamento europeo, tra le liste del Movimento 5 Stelle (M5S) come capolista nella circoscrizione Italia insulare scelta dal capo politico del M5S Luigi Di Maio, ottenendo 88.206 preferenze, ma senza risultare eletta.

### Sottosegretaria e Viceministro dello sviluppo economico
In seguito alla nascita del secondo governo presieduto da Giuseppe Conte sostenuto da M5S, Partito Democratico (PD) e Liberi e Uguali, il 13 settembre 2019 viene nominata dal Consiglio dei ministri sottosegretario di Stato al ministero dello sviluppo economico, insediandosi il 16 settembre e affiancando il ministro pentastellato Stefano Patuanelli.
Il 25 febbraio 2021 viene indicata come viceministro dello sviluppo economico nel governo Draghi, nominata dal Consiglio dei ministri il 1º marzo, dopo essere stata sottosegretario di Stato al MiSE dal 16 settembre 2019 al 13 febbraio 2021 nel governo Conte II, mantenendo l'incarico di viceministro fino al 22 ottobre 2022.
Nei tre anni di governo ha avuto le deleghe alla gestione delle crisi industriali, portando il numero dei tavoli da 150 (dicembre 2019) a 73 (agosto 2022).
Il 21 ottobre 2021 viene nominata da Giuseppe Conte come vicepresidente del M5S, assieme a Paola Taverna, Mario Turco, Riccardo Ricciardi e Michele Gubitosa, nomina poi confermata attraverso il voto degli iscritti.
Ad agosto 2022 Startup Italia l'ha inserita nella classifica delle 1.000 donne più influenti d'Italia, unica politica del Movimento 5 Stelle insieme a Chiara Appendino.

### Elezione a deputata
Alle elezioni politiche anticipate del 2022 viene candidata alla Camera dei deputati, come capolista del Movimento 5 Stelle nei collegi plurinominali Lombardia 2 - 01 e Sardegna - 01, risultando eletta deputata nel primo collegio. Nella XIX legislatura è componente della 10ª Commissione Attività produttive, commercio e turismo e segretaria della Commissione parlamentare per il contrasto degli svantaggi derivanti dall'insularità.
In seguito alla sua proclamazione a presidente della regione Sardegna, il 9 aprile 2024 rassegna le dimissioni da parlamentare.

### Presidente della regione Sardegna
In vista delle elezioni regionali del 2024, il 9 novembre 2023 si candida alla presidenza della regione Sardegna, sostenuta da una larga coalizione di centro-sinistra composta, oltre al Movimento 5 Stelle – che nella propria lista ospita candidati degli indipendentisti di A Innantis! – da Partito Democratico, Alleanza Verdi e Sinistra, DemoS, PSI, Fortza Paris, i Progressisti di Massimo Zedda e altri movimenti autonomisti e di sinistra come Orizzonte Comune e Sinistra Futura oltreché da una propria lista civica che include alcune civiche cagliaritane, esponenti della società civile e Italia in Comune, e avvia la relativa campagna elettorale. Todde viene sostenuta anche da Centro Democratico, Insieme e Partito Gay, anche se questi non presentano una propria lista, e sfida Paolo Truzzu del centro-destra, l’ex PD Renato Soru e la candidata civica Lucia Chessa. L'11 dicembre Chiara Appendino la sostituisce alla vicepresidenza del Movimento 5 Stelle.
Il 20 marzo 2024 viene resa ufficiale la sua vittoria, con 3.061 voti di vantaggio sullo sfidante Paolo Truzzu, diventando così la prima donna presidente della Sardegna e la prima esponente del Movimento 5 Stelle alla guida di una regione. Ne assume le funzioni quello stesso giorno.

#### Ingiunzione di decadenza da consigliera regionale
Il 3 gennaio 2025, a meno di un anno dalla sua elezione, il Collegio regionale di garanzia della Corte d'appello di Cagliari ha emesso un'ordinanza di ingiunzione al Consiglio regionale della Sardegna, intimando a quest'ultimo di dichiararne la decadenza dal ruolo di consigliera regionale (e, di conseguenza, dal ruolo di Presidente di regione) per presunte inadempienze nella rendicontazione delle spese sostenute durante la campagna elettorale per le elezioni regionali del 2024.
Il 24 aprile 2025 la procura della Repubblica di Cagliari ha depositato una richiesta al tribunale di annullare il provvedimento del Collegio regionale di garanzia elettorale nella parte in cui si dispone la decadenza, mantenendo invece la sanzione pecuniaria in forma ridotta.
Il 28 maggio 2025 la prima sezione civile del tribunale ordinario di Cagliari ha respinto il ricorso della Todde stabilendo che la decisione sull’eventuale decadenza spetti al solo Consiglio regionale e respingendo le tesi secondo cui in quanto candidata presidente sarebbe stata esentata dalle norme sulla rendicontazione previste per i candidati consiglieri.